# Чохонелидзе, Реваз
Реваз Чохонелидзе (груз. რევაზ ჭოხონელიძე; 11 февраля 1938, Тбилиси, Грузинская ССР, СССР — 6 ноября 2014, Тбилиси, Грузия) — советский и грузинский хореограф, главный хореограф Государственного Академического ансамбля народной песни и танца Грузии «Эрисиони» Народный артист Грузинской ССР (1990).

## Биография
Учился танцевальному искусству у хореографов Михаила Бахтадзе и Геооргия Дарахвелидзе. Принимал активное участие в фестивалях молодёжи мира. На всех из них был награждён золотой медалью с присвоением звания лауреата.
С 1957 года танцор независимого ансамбля грузинского танца «Салхино» С 1965 года — главный хореограф трёх государственных ансамблей (ансамбль «Рустави», фольклорный ансамбль, ансамбль Абхазии).
С 1986 года начинает свою деятельность в Государственном Академическом Ансамбле народной песни и танца Грузии «Эрисиони» в качестве художественного руководителя.
Под его руководством были поставлены многие шоу-программы ансамбля такие, как: «Легенда о Тамаре», «Легенда о буре», «Грузинская Легенда» и «Грузинское Сокровище». Восхищённые его хореографией французы прозвали Реваза метром хореографии XXI века.

## Награды
- 1959 — Золотая медаль на VII Всемирном фестивале молодёжи и студентов (Вена).
- 1962 — Золотая медаль на VIII Всемирном фестивале молодёжи и студентов (Хельсинки).
- 1968 — Заслуженный работник культуры Грузинской ССР[1].
- 1980 — Заслуженный деятель искусств Грузинской ССР.
- 1990 — Народный артист Грузинской ССР.
- 1997 — Орден Чести[1].
- 2003 — Государственная премия Грузии.
- 2006 — Государственная премия Грузии имени Шота Руставели.